# Хобарт, Элеанор
Элеанор Агнес Хобарт, графиня Бакингемшир (англ. Eleanor Agnes Hobart, Countess of Buckinghamshire; 9 июля 1777 — 15 октября 1851) — британская аристократка, в замужестве с Робертом Хобартом носила титул графини Бакингемшир.

## Биография
Элеанор была старшей из детей в семье Уильяма Идена и его супруги Элеанор Эллиот, дочери сэра Гилберта Эллиота, 3-го баронета из Минто.
В юности Элеанор была помолвлена с премьер-министром Великобритании Уильямом Питтом-младшим, но их помолвка была расторгнута по неизвестным причинам. В 1799 году в возрасте 22 лет вышла замуж за Роберта Хобарта, наследника графского титула; этот брак был бездетным.
В 1804 году, после смерти свёкра, Элеанор стала графиней Бакингемшир, которой была до смерти своего мужа в 1816 году, скончавшегося после падения с лошади. Считается, что она была автором кулинарной книги, в которой собраны рецепты многих блюд из мяса, картофеля, а также десертов.
Скончалась 15 октября 1851 года, в возрасте 74 лет.